# 佐藤千幸
佐藤 千幸（さとう ちゆき）は日本の女性声優。主にアダルトゲームに声をあてている。

## 出演作品
太字は主役・メインキャラクター

### ゲーム

#### 2005年
- あくらつ 〜恥辱の百合姉妹〜（紫堂冴）

#### 2006年
- きのみの　〜コスプレ研へようこそ〜（上社明日華）[1]
- ナースのお勉強 やさしくわかる看護技術（入門編）（鷹野雛）[2]
- はぴくり -HAPPY CHRISTMAS-（神崎縁）[3]
- 春萌 〜はるもい〜（理久）
- 陽だまりのはな（ラン）
- ふたごとへぶん!（中崎真菜）[4]
- めがちゅ! -Megamisama Chuuihou-
- らぶ+らび（レベッカ・ホールティ、リープ、ラティ）[5]

#### 2008年
- アクシウスの姫騎士[6]
- 通学車両に潜む痴漢MANIA（首藤理絵子）[7]
- ナースのお勉強 応用編〜受けシチュ以外は絶対禁止!〜（鷹野雛）[8]
- まままままま（君嶋真冬）[9]
- 露出公園であそぼう[10]

#### 2009年
- 癒し系ソープ嬢ヒロさん（ヒロ）[11]
- 体売って稼ごう（モモコ）[12]
- とら×うま 〜本当にあった痛い話〜（花澤ユキエ）[13]

#### 2010年
- クラ☆クラ 〜CLASSY☆CRANBERRY'S〜（涼音クルミ）
- 晒しageネットワーク 〜性癖公開痴帯〜（空海有紗）[14]
- 負ければ彼女がズコバコ罰ゲーム（西本岬）[15]

#### 2011年
- カミカゼ☆エクスプローラー!（速瀬由梨乃）
- プリンセスX 〜僕の許嫁はモンスターっ娘!?〜（参謀長、御厨左姫）[16]

#### 2012年
- すたどる!（飛鳥あした）
- プリンセスXFD 〜許嫁は終わらない!?〜（参謀長、御厨左姫）

#### 2013年
- ChuSingura46+1 -忠臣蔵46+1-（奥田 孫太夫)[17]

#### 2014年
- ChuSingura46+1-忠臣蔵46+1- 武士の鼓動 （奥田 孫太夫)[17]

#### 2017年
- 幕末尽忠報国烈士伝 -MIBURO-（松平　容保）[18]
- ニルハナ（テマリ）[19]

#### 2021年
- 爆乳秘湯奇譚 ～人妻女将の淫欲秘話～（城原 沙奈絵）

#### 2022年
- 深淵のラビリントス（モース）
- やまとまほろば地魂これくしょん（伊賀、筑後）

### オンラインゲーム
- 要塞少女 (シャルロット、シルヴァ)

### インターネットラジオ
- 曲芸ギミーシェルター（アシスタント）
- 冥王星ロマンチカ（パーソナリティ）

### OVA
- クリムゾンガールズ 痴漢支配（七瀬サキ）